# Тийрмаа, Карл-Аугуст
Карл-Аугуст Тийрмаа (эст. Karl-August Tiirmaa; 7 июля 1989 года, Выру, СССР) — эстонский двоеборец, участник зимних Олимпийских игр 2014 и 2018 годов, участник 5 чемпионатов мира (2009—2017).

## Спортивная биография
Трижды Тийрмаа принимал участие в юниорских чемпионатах мира, но наивысшим результатом для молодого эстонца было 11-е место в командных соревнованиях.  
В 2009 году Тиирмаа дебютировал на взрослом чемпионате мира в чешском Либереце. В прыжках с нормального трамплина и гонке на 10 км Карл-Аугуст показал 39-й результат, в масс-старте Тиирмаа занял 55-е место, а в прыжках с большого трамплина и гонке на 10 км остался на 52-м месте. В командных соревнованиях эстонцам удалось пробиться в десятку сильнейших и занять итоговое 9-е место. На последующих двух чемпионатах мира эстонский двоеборец так и не смог пробиться в число 40 лучших, а в командных эстонская сборная занимала 12-е и 11-е место.  
В 2010 году Тийрмаа дебютировал в Кубке мира, выступив на этапе в немецком Оберхофе. Тиирмаа постоянно принимает участие на этапах мирового кубка, но попасть в очки ему впервые удалось только в январе 2014 года на этапе в российском городе Чайковский, когда он последовательно стал 19-м и 25-м. 
В 2014 году Карл-Аугуст Тийрмаа дебютировал на зимних Олимпийских играх в Сочи. В прыжках с нормального трамплина Тиирма показал 45-й результат, опередив только американца Брайана Флетчера. В лыжной гонке эстонец долгое время шёл последним, но перед самым финишем ему удалось опередить россиянина Евгения Климова. В прыжках с большого трамплина и гонке на 10 км Карл-Аугуст смог удачно выполнить зачётную попытку в прыжках, что позволило ему занять предварительное 21-е место, но после лыжной гонки Тиирмаа опять откатился в конец списка, заняв итоговое 44-е место.
Завершил карьеру после сезона 2017/18.
Использовал лыжи фирмы Fischer.